# Carl August Breitenstein

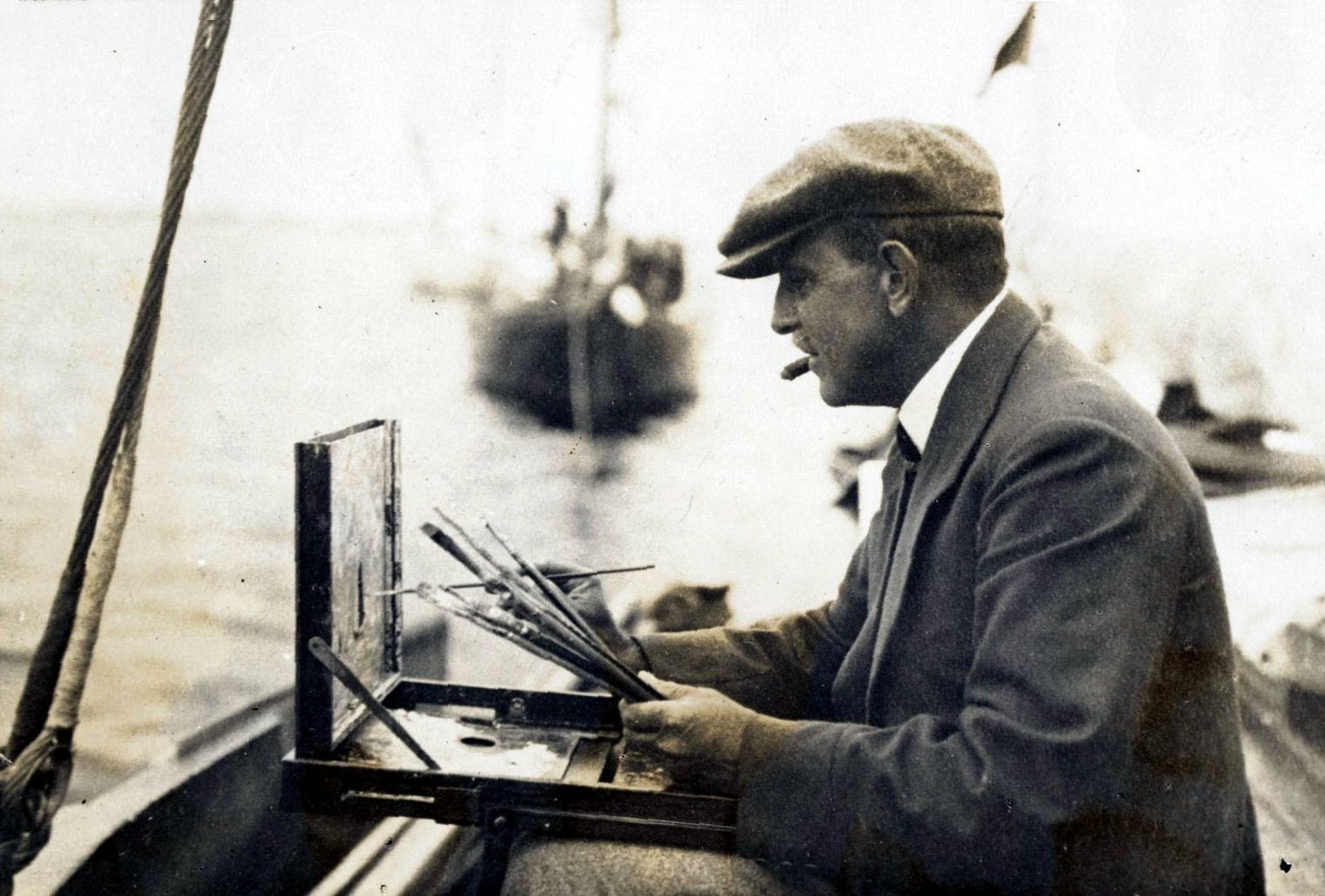
Carl August Breitenstein

Carl August Breitenstein (* 23. Dezember 1864 in Amsterdam; † 5. September 1921 in Velsen) war ein niederländischer Landschaftsmaler und Grafiker.
Breitenstein war ein Neffe des deutschen Malers Alfred Breitenstein.
Breitenstein studierte von 1884 bis 1889 an der Rijksakademie van beeldende kunsten in Amsterdam bei Barend Wijnveld und August Allebé.

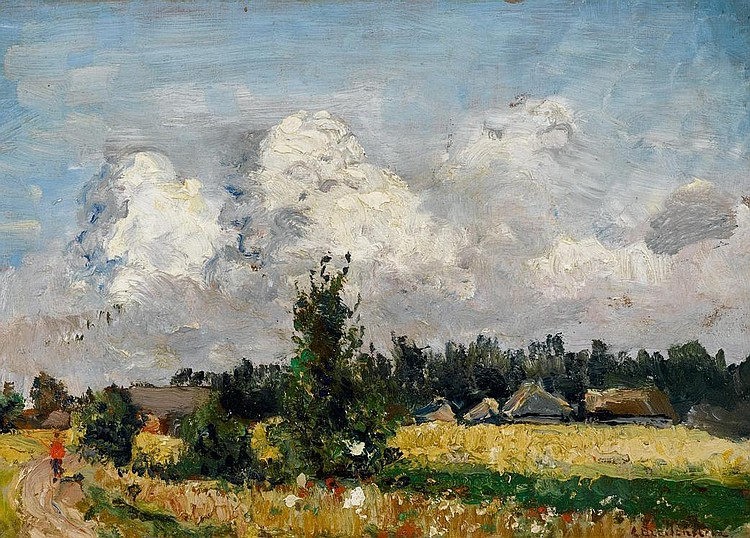
Sommerlandschaft

Er beschäftigte sich mit der Freilichtmalerei im Stil der Haager Schule, beeinflusst vom  Impressionismus. Er malte hauptsächlich Landschaften, aber auch Stadt- und Hafenansichten, Dünenlandschaften und Blumenstillleben. Ab 1893 arbeitete er in und um Velsen. Er war mit Floris Arntzenius befreundet.
Breitenstein war Mitglied von Kunstenaarsvereniging Sint Lucas und Arti et Amicitiae. Er war mit Wilhelmina Jacoba Insinger verheiratet, mit der er drei Kinder hatte. Er starb 1921 im Alter von 56 Jahren.